# Municipio de Delaware (condado de Delaware, Indiana)
El municipio de Delaware (en inglés, Delaware Township) es un municipio del condado de Delaware, Indiana, Estados Unidos. Tiene una población estimada, a mediados de 2021, de 3464 habitantes.

## Geografía
Está ubicado en las coordenadas 40°16′18″N 85°16′22″O / 40.27167, -85.27278. Según la Oficina del Censo de los Estados Unidos, tiene una superficie total de 76.5 km², de la cual 75.9 km² corresponden a tierra firme y 0.6 km² son agua.

## Demografía
Según el censo de 2020, en ese momento había 3481 personas residiendo en la zona. La densidad de población era de 46 hab./km². El 95.35% de los habitantes eran blancos, el 0.63% eran afroamericanos, el 0.37% eran amerindios, el 0.34% eran asiáticos, el 0.03% era isleño del Pacífico, el 0.43% eran de otras razas y el 2.84% eran de una mezcla de razas. Del total de la población, el 0.98% eran hispanos o latinos de cualquier raza.